# فرانك ليتل (كاهن كاثوليكي)
فرانك ليتل (بالإنجليزية: Frank Little)‏ هو كاهن كاثوليكي أسترالي، ولد في 30 نوفمبر 1925 في Werribee, Victoria ‏ في أستراليا، وتوفي في 7 أبريل 2008 في ملبورن في أستراليا.